# Ratko Kuljiš

Ratko Kuljiš je bio istaknuti predratni nogometaš tadašnjeg RSK Split. Igrao je za Splita tijekom 30-ih i 40-ih godina 20. stoljeća. 

## Igračka karijera
Poznat po zalaganju i požrtvovnosti, Kuljiš je dugo godina nosio Splitov crveni dres. Svojim igrama doprinio je velikom uspjehu Crvenih 1934. godine. Bio je član momčadi koja se tada kvalificirala u Nacionalnu ligu - elitni nogometni rang nekadašnje države. Ipak, radost nastupanja u prvoligaškom društvu nije iskusio, kao ni ostali igrači Splita. Teškim spletkama od strane tadašnjih nogometnih struktura, Splitu je onemogućeno nastupanje u Nacionalnoj ligi.
Za vrijeme odsluženja vojnog roka, igrao je u vojnoj momčadi "Divulje", kako se zvala vojna baza ratne mornarice. Po izlasku iz vojske, vraća se u matični "Split".

### Sjećanja na događaje iz karijere
Kao događaj koji ga se najviše dojmio i kojega se rado sjeća, Ratko Kuljiš je naglasio da su se igrači Splita uvijek žestoko borili za boje svoga kluba, izdvojivši kao primjer veliku požrtvovnost svoga suigrača Jelaske (Pjerinac) koji se - na utakmici HAŠK - Split odigranoj u Zagrebu 1939. godine - prsima bacio u noge slavnom Ici Hitrecu spasivši siguran gol.